# ألفارو غارسيا ريفيرا
ألفارو غارسيا ريفيرا (بالإسبانية: Álvaro García Rivera)‏ (مواليد 27 أكتوبر 1992) هو لاعب كرة قدم إسباني يلعب لنادي غرناطة.

## وصلات خارجية
- ألفارو غارسيا ريفيرا على موقع قاعدة بيانات كرة القدم.إي يو (الإنجليزية)
- ألفارو غارسيا ريفيرا على موقع Soccerway.com (الإنجليزية)
- ألفارو غارسيا ريفيرا على موقع AS.com (الإسبانية)

- Soccerway profile